# Actua Soccer 3
Actua Soccer 3 é um jogo eletrônico de futebol, sendo o último jogo da franquia Actua Soccer.. Ele foi lançado no final de 1998, e pela primeira vez nos jogos da série foi incluindo equipes, seleções e outras equipes fictícias. Actua Soccer 3 foi primeiro jogo a incluir equipes de futebol feminino, Após muitas criticas pela falta de equipes. Actua Soccer 3 era jogo com segundo maior número de equipes na época atrás apenas de Sensible World of Soccer. o motor gráfico e o mesmo do Actua Soccer 2 com algumas melhorias, Martin O'Neill e o narrador substituindo Trevor Brooking, Barry Davies é o comentarista.
A única música no jogo é Let Me Entertain You de Robbie Williams, já o tema na introdução é a música clássica Cavalleria Rusticana de Pietro Mascagni é tocada no vídeo de introdução do jogo.
Em 1999 a Gremlin Interactive foi adquirida pela Infogrames é renomeada para Infogrames Sheffield House em 2001 ela lançou UEFA Challenge o jogo tem muitas similaridades com Actua Soccer é considerado o sucessor espiritual.. Em 2013 o jogo foi relançado para a Steam

## Seleções
| - Argentina - Brasil - Chile - Croácia - Dinamarca - Inglaterra - França - Alemanha - Itália - México - Países Baixos - Nigéria - Noruega - Paraguai - Romênia - Iugoslávia - Áustria - Bélgica - Bulgária - Camarões - Colômbia - Irã - Jamaica - Japão - Coreia do Sul - Marrocos - Arábia Saudita - Escócia - África do Sul - Espanha - Tunísia - Estados Unidos | - Austrália - Bolívia - Tchéquia - Egito - Equador - Grécia - Kuwait - Lituânia - Peru - Portugal - Rússia - Eslováquia - Suécia - Turquia - Uruguai - Zâmbia - Argélia - Angola - Azerbaijão - China - Costa Rica - Irlanda - Finlândia - Gana - Israel - Costa do Marfim - Polónia - Suíça - Tailândia - Trinidad e Tobago - Emirados Árabes Unidos - Ucrânia | - Canadá - RD Congo - El Salvador - Geórgia - Guiné - Honduras - Hungria - Islândia - Iraque - Letónia - Liechtenstein - Irlanda do Norte - Catar - Uzbequistão - País de Gales - Zimbabwe - Albânia - Bielorrússia - Bósnia e Herzegovina - Ilhas Cook - Cuba - Chipre - Estónia - Ilhas Faroé - Quénia - Cazaquistão - Libéria - Luxemburgo - Macedônia do Norte - Nova Zelândia - San Marino - Eslovênia |

## Equipes
Premiership Clubs
| - 5 Nations - Arsenal 1970-1990 - Busby Babes - Blackburn 1994-1995 - Boro Stars - Charlton Stars | - Chelsea Stars - Classic Ipswich - Coventry Stars - Derby Stars - Villa Stars - Wednesday Stars | - West Ham Stars - Dons Stars - Everton Stars - Forest Stars - Leeds Stars - Leicester Stars | - Liverpool 1977-1998 - Newcastle Stars - Shearer's XXX All Stars - Soton Stars - Spurs Stars - Wigan 1978-1998 |

TFF Teams 
| - AS Web - Arsenal Ladies - Boat Racers - Borecrust - Cyborg Rovers - Dicks Pick N Mix | - Doncaster Rovers - Duds Spuds - FC Gremlin - Fighting Forth - Food Group - Greenhouse Test | - Gremlin Staff 1 - Gremlin Staff 2 - Heavenley HTFC - Ledbury FC - Maddness Friday - Rushden & Diamonds | - Shandi Man - Skellington United - The Hardmen - Top 50 Babes 1 - Top 50 Babes 2 - Virtual Blades |

Custom Teams
| - Custom Team A - Custom Team B - Custom Team C - Custom Team D - Custom Team E - Custom Team F | - Custom Team G - Custom Team H - Custom Team I - Custom Team J - Custom Team K - Custom Team L | - Custom Team M - Custom Team N - Custom Team O - Custom Team P - Custom Team Q - Custom Team R | - Custom Team S - Custom Team T - Custom Team U - Custom Team V - Custom Team W - Custom Team X |

 Primera División
| - Argentinos Juniors - Boca Juniors - Colón - Deportivo Español - Estudiantes | - Ferro Carril Oeste - Gimnasia La Plata - Gimnasia Jujuy - Gimnasia Salta - Huracán | - Independiente - Lanús - Newell's Old Boys - Platense - Racing Club | - River Plate - Rosario Central - San Lorenzo - Unión - Vélez Sarsfield |

 Pro League
| - Anderlecht - Beveren - Charleroi - Club Brugge - Eendracht | - Excelsior Mouscron - Genk - Germinal Ekeren - Ghent - Harelbeke | - Kortrijk - Oostende - Lierse - Lokeren - Lommel | - Sint-Truiden - Standard Liege - Westerlo |

 Campeonato Brasileiro
| - América-MG - América-RN - Atlético-MG - Atlético-PR - Botafogo - Bragantino | - Corinthians - Coritiba - Cruzeiro - Flamengo - Goiás - Grêmio | - Guarani - Internacional - Juventude - Palmeiras - Paraná - Ponte Preta | - Portuguesa - Santos - São Paulo - Sport - Vasco da Gama - Vitória |

 Premier League
| - Arsenal - Aston Villa - Blackburn Rovers - Charlton Athletic - Chelsea | - Coventry City - Derby County - Everton - Leeds United - Leicester City | - Liverpool - Manchester United - Middlesbrough - Newcastle United - Nottingham Forest | - Sheffield Wednesday - Southampton - Tottenham Hotspur - West Ham United - Wimbledon |

 Football League
| - Barnsley - Birmingham City - Bolton Wanderers - Bradford City - Bristol City - Bury | - Crewe Alexandra - Crystal Palace - Grimsby Town - Huddersfield Town - Ipswich Town - Norwich City | - Oxford United - Port Vale - Portsmouth - QPR - Sheffield United - Stockport County | - Sunderland - Swindon Town - Tranmere Rovers - West Bromwich Albion - Watford - Wolverhampton |

 League One
| - Blackpool - Bournemouth - Bristol Rovers - Burnley - Chesterfield - Colchester United | - Fulham - Gillingham - Lincoln City - Luton Town - Macclesfield Town - Manchester City | - Millwall - Northampton Town - Notts County - Oldham Athletic - Preston North End - Reading | - Stoke City - Walsall - Wigan Athletic - Wrexham - Wycombe Wanderers - York City |

  League Two
| - Barnet - Brentford - Brighton & Hove Albion - Cambridge United - Cardiff City - Carlisle United | - Chester - Darlington - Exeter City - Halifax Town - Hartlepool United - Hull City | - Leyton Orient - Mansfield Town - Peterborough United - Plymouth Argyle - Rochdale - Rotherham United | - Scarborough - Scunthorpe United - Shrewsbury Town - Southend United - Swansea City - Torquay United |

  Ligue 1
| - Auxerre - Bastia - Bordeaux - Le Havre - Lens - Lorient | - Lyon - Marseille - Metz - Monaco - Montpellier - Nancy | - Nantes - Paris Saint-Germain - Rennes - Sochaux - Strasbourg - Toulouse |

 Bundesliga
| - 1860 Munchen - Bayer Leverkusen - Bayern Munchen - Borussia Dortmund - Borussia Monchengladbach - Eintracht Frankfurt | - Freiburg - Hamburgo - Hansa Rostock - Hertha Berlin - Kaiserslautern - MSV Duisburg | - Nurnberg - Schalke 04 - Stuttgart - Bochum - Wolfsburg - Werder Bremen |

 Eredivisie
| - AZ Alkmaar - Ajax Amsterdam - Cambuur-Leeuwarden - FC Twente - Feyenoord - Fortuna Sittard | - Groningen Doetinchem - Heerenveen - MVV Maastricht - NAC Breda - NEC Nijmegen - PSV Eindhoven | - RKC Waalwijk - Roda JC - Sparta Rotterdam - Utrecht - Vitesse Arnhem - Willem II |

 Serie A
| - Milan - Bari - Bologna - Cagliari - Empoli - Fiorentina | - Internazionale - Juventus - Lazio - Parma - Perugia - Piacenza | - Roma - Salernitana - Sampdoria - Udinese - Venezia - Vicenza |

 Serie B
| - Ancona - Atalanta - Brescia - Castel Disangro - Chievo | - Fidelis Ancona - Foggia - Genoa - Lecce - Lucchese | - Monza - Napoli - Padova - Pescara - Ravenna | - Reggiana - Reggina - Torino - Treviso - Hellas Verona |

 Primeira Liga
| - Académica - Alverca - Beira-Mar - Benfica - Boavista - Braga | - Campomaiorense - Estrela da Amadora - Farense - Leça - Marítimo - Porto | - Rio Ave - Salgueiros - Sporting - União Leiria - Vitória de Guimarães - Vitória de Setúbal |

 Premier League
| - Aberdeen - Celtic - Dundee - Dundee United - Dunfermline | - Hearts - Kilmarnock - Motherwell - Rangers - St. Johnstone |

 La Liga
| - Alavés - Athletic Bilbao - Atlético Madrid - Barcelona - Celta de Vigo | - Deportivo La Coruña - Espanyol - Extremadura - Mallorca - Oviedo | - Racing Santander - Real Bétis - Real Madrid - Real Sociedad - Salamanca | - Tenerife - Valencia - Valladolid - Villarreal - Zaragoza |

 American League
| - Atlanta Rebels - Boston Irish - Chicago Blizzard - DC Capitols - Dallas Sheriffs - Detroit Industry | - Houston Meteors - Kansas City Arrows - Los Angeles Gunners - Miami Suns - New Jersey Knights - New York Towers | - Philadelphia Princes - Pittsburgh Power - San Diego Animals - San Francisco Rock - Seattle Pirates - Tampa Bay |

 Resto da Europa
| - AEK Athens - Alania Vladikavkaz - Beitar Jerusalem - Brondby - CSKA Sofia - Dinamo Moscow | - Dinamo Kiev - Ekranas - Fenerbahçe - Ferencváros - Galatasaray - Grasshoppers | - HJK Helsinki - Hajduk Split - IFK Gothenburg - Legia Warsaw - Rapid Bucharest - Rapid Wien | - Red Star Belgrade - Rosenborg - Rotor Volgograd - Sparta Prague - Spartak Moscow - Steaua Bucareste |

 Resto da Europa 2
| - Barry Town - Besiktas - Cliftonville - Cork City - Croatia Zagreb - Obilic | - Halmstad - Hibernian - Honvéd - Lausanne - Lillestrom - Linfield | - Malmö - Olympiacos - Panathinaikos - Partizan - Shamrock Rovers - Shelbourne | - Sion - Slavia Prague - St. Patrick’s Athletic - Sturm Graz - Trabzonspor - Zürich |

 Resto do Mundo
| - Adelaide Sharks - Alianza Lima - Barcelona - Club Africain - Club América | - Colo Colo - Coquimbo Unido - Cruz Azul - Club Atlas - Fluminense* | - Guadalajara - Nacional de Medellín - Peñarol - Pohang Steelers - Tanjong Pagar United | - Tigres - Universidad Católica - Universitário - Wollongong Wolves - Universidad de Chile |

- Aparece com o nome "Nacional" na versão de PC.

## Estádios
| - Tulip Stadie - Gunner Park - Tyke Ground - Rover Park - Motorstrasse - Trotter Stadium - Blue Bridge - Sky Blue - Rams Park - Low Fields | - Toffee Park - Terrier Park - Blue Road - White Road - Foxes Street - Redfield - Devlin Road - Magpie Park - La Plaza de Toros - Practice | - Italiano Park - Owlerton - Saints Bank - Spurs Lane - Stade de Paris - The Villa - Twin Peaks - Hammers Park - Latics Lane - The Dons Park - Sun Bowl |